# Faraday-Medaille (IOP)
Die Faraday Medal des britischen Institute of Physics (IOP) wird jährlich an herausragende Experimentalphysiker und Physiker mit internationaler Reputation verliehen. Sie ist nach Michael Faraday benannt. Die Medaille ging 2008 aus der 1914 gestifteten Guthrie Lecture (benannt zu Ehren des Gründers des IOP Frederick Guthrie) des IOP hervor, die wiederum 1965 durch eine Guthrie Medal ersetzt wurde. Sie ist eine der Hauptpreise des IOP und ist mit 1000 Pfund dotiert.
Daneben gibt es auch den Michael-Faraday-Preis der Royal Society, der ebenfalls mit einer Medaille verbunden ist, und die Faraday-Medaillen der Royal Society of Chemistry (RSC) an Elektrochemiker und die des Institution of Electric Engineers (IEE).

## Preisträger

### Guthrie-Medaille
(unvollständig)
- 1977 Alan Cottrell
- 1978 Philip Warren Anderson
- 1979 Donald H. Perkins
- 1980 Michael E. Fisher
- 1981 John Clive Ward
- 1982 Frederick Charles Frank
- 1983 Jeffrey Goldstone
- 1984 Michael J. Seaton
- 1985 Michael Pepper
- 1986 Denys Wilkinson
- 1987 Samuel Edwards
- 1988 Alan B. Lidiard
- 1989 Martin Rees
- 1990 Roger (James) Elliott
- 1991 Dennis Sciama
- 1992 Archibald Howie
- 1993 T. W. B. Kibble
- 1994 Philip George Burke
- 1995 John Edwin Enderby
- 1996 Edward Roy Pike
- 1997 John Evan Baldwin
- 1998 Derek Charles Robinson
- 1999 George Bacon
- 2000 Lawrence Michael Brown
- 2001 Laurence Eaves
- 2002 Penelope Jane Brown
- 2003 Michael Springford
- 2004 Henry Hall
- 2005 William Frank Vinen, für Forschungen über Supraleiter und Supraflüssigkeiten, insbesondere die Beobachtung quantisierter Wirbel in supraflüssigem Helium
- 2006 Marshall Stoneham, für theoretische Arbeiten über Defektstellen in Festkörpern und ihre Auswirkung auf deren elektronische Eigenschaften
- 2007 Gilbert Lonzarich für Forschung in der Festkörperphysik, speziell stark korrelierte Elektronensysteme

### Faraday-Medaille
- 2008 Roger Cowley, für Entwicklung und Anwendung von Techniken der Neutronenstreuung und Röntgenbeugung in der Festkörperphysik
- 2009 Donal Bradley, für Pionierarbeit in Polymer-Elektronik
- 2010 Athene Donald, für Polymerforschung
- 2011 Alan Andrew Watson, für die Erforschung hochenergetischer kosmischer Strahlung
- 2012 J. Roy Sambles, für experimentelle Festkörperphysik
- 2013 Edward Hinds, für neuartige und grundlegende Experimente an ultrakalten Atomen und Molekülen
- 2014 Alexander Giles Davies und Edmund Linfield, für Beiträge zur Terahertz-Physik und -Technologie
- 2015 Henning Sirringhaus, für Beiträge zum Ladungstransport in Halbleitern
- 2016 Jenny Nelson, für ihre Arbeiten zu nanostrukturellen und molekularen Halbleitern
- 2017 Jeremy J. Baumberg, für seine Untersuchungen vieler innovativer Nanostrukturen mit neuen und präzise konstruierten plasmonischen Phänomenen auf Basis der Dynamik einzelner Atome und Moleküle, Raman-Spektroskopien und Anwendungen als Metamaterialien.
- 2018 Jennifer Thomas, für ihre herausragenden Untersuchungen in der Physik von Neutrinooszillationen, insbesondere ihre Führungsrolle im MINOS/MINOS+ long-baseline neutrino oscillation experiment.
- 2019 J. Roy Taylor, für seine ausgedehnten, international führenden Beiträge zur Entwicklung im Spektrum unterschiedlicher, ultraschneller Laserquellen und fundamentale Pionieruntersuchungen von nichtlinearer Faseroptik die auch zu wissenschaftlichen und kommerziellen Anwendungen führten.
- 2020 Richard Ellis, für über 35 Jahren Pionierbeiträge in der Astronomie schwach erkennbarer Objekte, oft mit von ihm finanzierten und gebauten Instrumenten, die das frühe Universum für direkte Beobachtungen zugänglich machten.
- 2021 Bucker Dangor, für herausragende Beiträge zur experimentellen Plasmaphysik, speziell seiner Rolle in der Entwicklung des Gebietes der Laser-Plasma-Beschleunigung.
- 2022 Nikolay I. Zheludev, for international leadership, discoveries and in-depth studies of new phenomena and functionalities in photonic nanostructures and nanostructured matter.
- 2023 Room Temperature MASER Team, (Neil Alford, Mark Oxborrow, Chris Kay, Jonathan Breeze, Juna Sathian, Enrico Salvadori), for their discovery of the world's first room-temperature solid-state organic maser and subsequent discovery of room-temperature continuous wave masing in diamond.
- 2024 Laura Herz, for pioneering advances in the photophysics of next-generation semiconductors, accomplished through innovative spectroscopic experiments.